# Vibez
"Vibez" é uma canção do cantor britânico Zayn, gravada para seu terceiro álbum de estúdio Nobody Is Listening (2021). Foi lançada pela RCA Records em 8 de janeiro de 2021 como segundo single do álbum.

## Antecedentes e lançamento
Em 7 de janeiro de 2021, Zayn anunciou "Vibez" junto com seu terceiro álbum de estúdio Nobody Is Listening. A canção foi lançada em 8 de janeiro como o segundo single de Nobody Is Listening. O videoclipe oficial de "Vibez" estreou em 8 de janeiro de 2021 no YouTube.

## Composição
Musicalmente, "Vibez" é uma canção de R&B sonhadora. Foi composta em tempo comum e tem um ritmo de 97 batidas por minuto. Ela é escrita na chave de Sol maior, e vocais de Zayn abrange de F♯4 a A5.

## Videoclipe
O videoclipe de "Vibez" foi dirigido por Ben Mor e estreou em 8 de janeiro de 2021 no YouTube.

## Desempenho nas tabelas musicais
| Tabela musical (2021)                   | Melhor Posição |
| --------------------------------------- | -------------- |
| Canadá (Canadian Hot 100)               | 84             |
| Hungria (Single Top 40)                 | 39             |
| Irlanda (IRMA)                          | 31             |
| Nova Zelândia (Hot Singles — RMNZ)      | 9              |
| Reino Unido (UK Singles Chart)          | 50             |
| Suécia (Heatseeker — Sverigetopplistan) | 6              |